# 40 dni i 40 nocy
40 dni i 40 nocy (ang. 40 Days and 40 Nights) – amerykańska komedia romantyczna z 2002 roku w reżyserii Michaela Lehmanna. 

## Fabuła
Matt Sullivan, po nieudanym związku, podejmuje postanowienie, że przez czterdzieści dni i nocy nie będzie uprawiał seksu, ani się masturbował. Ma to być lekarstwo na ból rozstania. Jego koledzy nie wierzą, że wytrwa do końca. Zaczynają robić zakłady. Matt z trudem wytrzymuje narzuconą sobie dyscyplinę. Sytuacja jeszcze bardziej się komplikuje, kiedy poznaje kobietę swoich marzeń, Erikę.

## Obsada
- Josh Hartnett – Matt Sullivan
- Shannyn Sossamon – Erica Sutton
- Paulo Costanzo – Ryan
- Maggie Gyllenhaal – Sam
- Vinessa Shaw – Nicole
- Adam Trese – John Sullivan
- Griffin Dunne – Jerry Anderson
- Keegan Connor Tracy – Mandy
- Emmanuelle Vaugier – Susie
- Monet Mazur – Candy
- Christine Chatelain – Andie
- Stanley Anderson – Father Maher
- Lorin Heath – Diana
- Glenn Fitzgerald – Chris
- Jarrad Paul – Duncan
- Terry Chen – Neil
- Kai Lennox – Nick
- Chris Gauthier – Mikey
- Barry Newman – Walter Sullivan
- Mary Gross – Bev Sullivan
- Dylan Neal – David Brokaw